# Reproduction dans le règne végétal
 (mars 2012).
Si vous disposez d'ouvrages ou d'articles de référence ou si vous connaissez des sites web de qualité traitant du thème abordé ici, merci de compléter l'article en donnant les références utiles à sa vérifiabilité et en les liant à la section « Notes et références ».
 (août 2012).

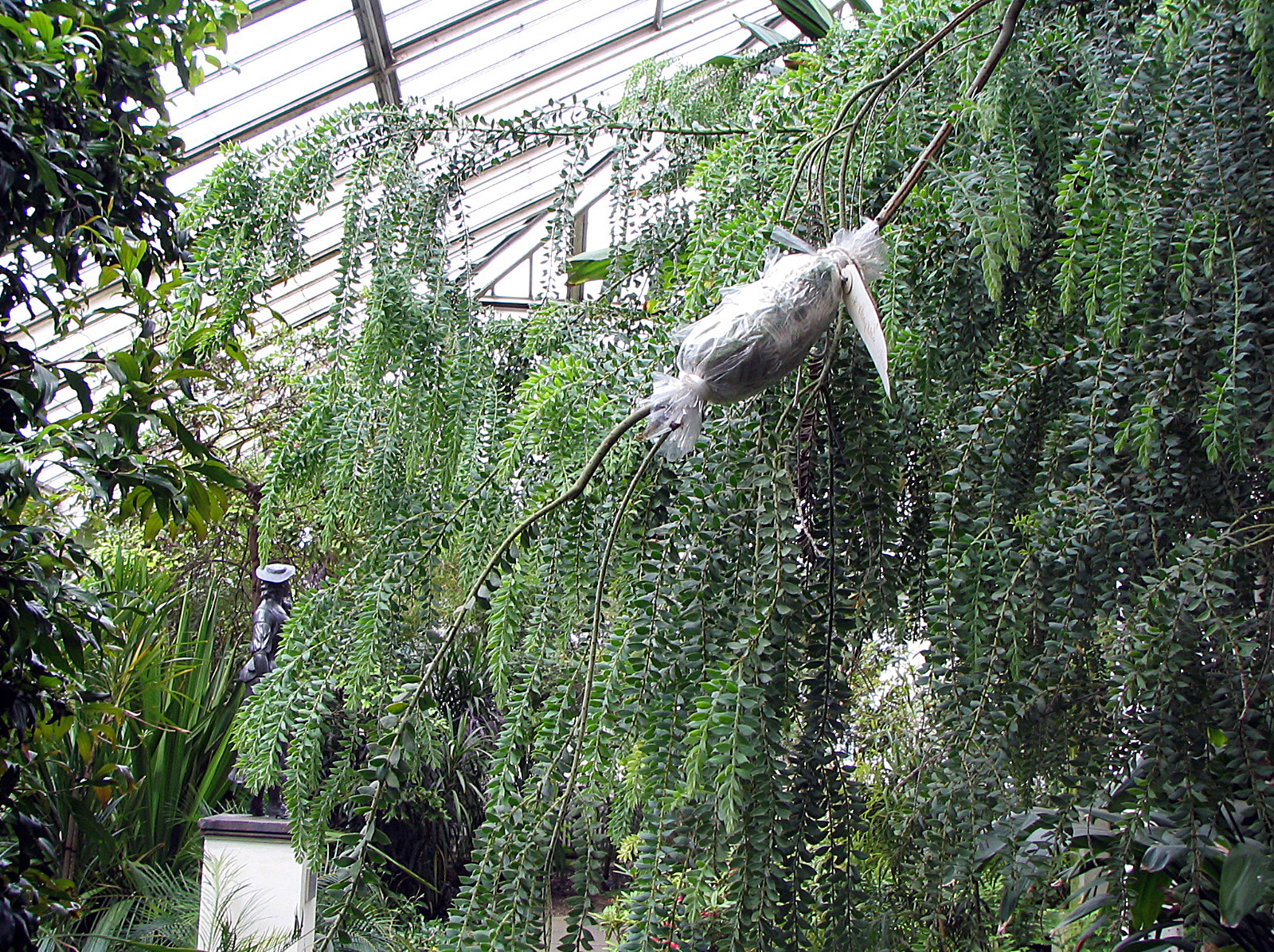
Marcottage aérien d'Acacia vestita, Kew Gardens

La reproduction dans le règne végétal couvre la production d'une nouvelle progéniture chez les plantes, qui peut être réalisée par reproduction sexuée ou asexuée. La reproduction sexuée est caractérisée par la fusion des gamètes du parent ou des parents pour produire des descendants génétiquement différents. En revanche, la multiplication végétative est asexuée; elle n'implique pas la fusion de gamètes, et produit de nouveaux individus génétiquement identiques aux végétaux parents, sauf quand des mutations surviennent. 

## Modes de reproduction chez les plantes
Les plantes se reproduisent selon trois modes possibles (voir "Botanique - Plante" en référence) :
1. Multiplication asexuée ou végétative, sans graines ni spores :
- La plante produit un clone par division cellulaire (mitose), sans faire intervenir la fusion de deux gamètes ni la reproduction par spores.
- La méthode de multiplication peut être naturelle (fragmentation, bourgeonnement sur les racines, branches, tiges, feuilles, etc.) ou artificielle (bouturage, greffage, marcottage, culture in vitro, etc.).

2. Reproduction asexuée ou sexuée par les spores qui comporte généralement deux phases :
2.1. Phase de reproduction asexuée par sporogenèse :
- La plante produit des spores par division cellulaire (méiose et/ou mitose).
- Les spores, après dispersion et germination, produisent chacune :
  - soit un clone de la plante (cas des bactéries et des champignons),
  - soit un gamétophyte (cas des champignons, des algues, des mousses, des fougères et des plantes à fleurs).
- Le gamétophyte, organisme végétal transitoire différent de la plante-mère, est une forme préparatoire à la reproduction sexuée entre gamètes mâles et gamètes femelles (fécondation).
- Le gamétophyte est sexué (mâle, femelle ou bisexué) et produit par division cellulaire (mitose) des gamètes qu'il héberge ou au contraire disperse dans le milieu environnant.

2.2. Phase de reproduction sexuée par fécondation :
- Deux gamètes mâle et femelle fusionnent et produisent un embryon.
- La fécondation peut être externe (en milieu aquatique notamment) ou interne au gamétophyte femelle ou bisexué.
- L'embryon se développe ensuite en parasite du gamétophyte pour devenir une nouvelle plante (cas des plantes Sporophytes) ou une graine (cas des plantes Spermaphytes).

3. Reproduction sexuée par les fleurs qui est similaire à la reproduction sexuée par les spores avec les différences suivantes :
- Les spores femelles (macrospores) ne sont pas dispersées et les gamétophytes femelles restent inclus dans la plante-mère.
- Il y a apparition de l'ovule qui protège et nourrit l'embryon.

La reproduction sexuée se fait alors par l'intermédiaire du pollen selon les étapes suivantes :
3.1. Macrospores : L'ovule de la fleur contient quatre cellules de grande dimension (macrospores) dont trois dégénèrent et une seule survit en produisant un gamétophyte femelle qui est le sac embryonnaire (chez les Angiospermes) et l'endosperme (chez les Gymnospermes). Le gamétophyte femelle produit ensuite et contient le gamète femelle.
3.2. Microspores : Les étamines de la fleur contiennent le pollen qui est un ensemble de grains mâles minuscules (microspores) contenant chacun deux gamètes mâles.
3.3. Pollinisation : Les grains de pollen sont dispersés par le vent, les insectes ou les oiseaux, sur les stigmates des carpelles du pistil (cas des Angiospermes) ou directement sur les ovules nus (cas des Gymnospermes).
3.4. Germination du grain de pollen : Si un grain de pollen atterrit sur le pistil ou l'ovule d'une fleur de la même espèce, alors le grain germe en formant un tube pollinique (gamétophyte mâle).
3.5. Croissance du tube pollinique : Chez les Angiospermes, au contact des stigmates, chaque tube pollinique, tel une racine, va s'enfoncer et progresser dans les tissus lâches du style pour aller au contact d'un ovule non déjà fécondé et le pénétrer en passant par son micropyle. Chez les Gymnospermes, le grain de pollen germe dans l'ovule après l'avoir pénétré par son micropyle.
Dans les deux cas, le tube pollinique né de la germination continue ensuite sa progression dans l'ovule vers le gamétophyte femelle.
3.6. Décharge : Les deux gamètes mâles contenus dans le grain de pollen empruntent le tube pollinique et sont déchargés au voisinage du gamète femelle de l'ovule.
3.7. Fécondation et nouaison : Les ovules se transforment en graines (fécondation) et les ovaires du pistil en fruit (nouaison).
3.8. Germination des graines : A maturité, les graines sont libérées du fruit et dispersées dans le milieu environnant. Après germination, elles produisent chacune une nouvelle plante identique.

## Multiplication végétative
Les plantes comprennent deux filières principales de multiplication asexuée pour produire de nouvelles plantes qui sont des clones génétiquement identiques à la plante mère. La multiplication végétative implique une partie végétative de la plante originale (rejets, propagules, bulbilles, stolons…) et se distingue de l'apomixie qui se sert parfois des graines et existe chez quelques organismes hors du monde des plantes.
La multiplication végétative naturelle se trouve en général chez les Herbacées et les plantes ligneuses et vivaces. La plupart des plantes de multiplication végétative se servent de cette méthode pour se pérenniser (assurer sa survie d'une saison à l'autre) et pour s'agrandir. Dans une colonie de ces plantes, chaque individu ou ramet est identique aux autres dans la même colonie. La distance parcourue par une telle plante est limitée, même si quelques-unes peuvent produire des ramets à partir des rhizomes ou stolons pour occuper une grande surface. Dans un sens, ceci n'est pas un processus de reproduction mais de survie et d'agrandissement de sa masse. La multiplication asexuée dans le règne végétal procède également par polyembryonie chez plusieurs espèces dont le Citrus et plusieurs Orchidées. En effet dans ce type particulier de multiplication asexuée, un seul œuf fécondé se divise par mitose pour donner plusieurs cellules filles identiques qui sont à l'origine de graines identiques.

## Reproduction
Quand l'environnement est changeant, la plante lance la reproduction qui est plus coûteuse en énergie et en réserve que la multiplication végétative.[réf. souhaitée]
Les processus de la reproduction sont différents dans chaque clade, et même au sein d'un clade il peut y avoir de nombreuses variantes.

### Chez les algues

#### Chez les Rhodophytes
La particularité des algues rouges est que la plupart d’entre elles suivent un cycle de vie dit « trigénétique », dans lequel on observe l’alternance  morphologique de trois générations : le gamétophyte, le carposporophyte et le tétrasporophyte (ou sporophyte). De plus, les cellules mobiles ne sont pas flagellées. Par conséquent, les événements de fécondation sont rares.
À la suite d'un événement de fécondation, on obtient un zygote (cellule à 2n chromosomes). Celui-ci se divise en un amas de cellules par un processus de multiplication végétative formant un carposporophyte, produisant des cellules qui sont libérées dans l’environnement indépendamment les unes des autres, ce sont les carpospores. Ensuite, une carpospore se divise pour former un tétrasporophyte toujours à 2n chromosomes. Sur ce tétrasporophyte, des cellules subissent la méiose dans les méiosporocystes. Ces cellules sont les méiosporocytes (2n chromosomes) et produisent chacun quatre méiospores à n chromosomes. Les méiospores sont sexuées, ainsi, il y a des méiospores femelles et mâles. Une méiospore produit un gamétophyte (mâle ou femelle) à n chromosomes. Sur les gamétophytes mâles, on y trouve des filaments spécialisés, les trichoblastes, qui portent de nombreux gamétocystes mâles. Dans chaque gamétocyste mâle, les cellules subissent la gamétogenèse, ce sont les gamétocytes mâles, formant des gamètes mâles non flagellés, les spermaties. Les gamètes mâles sont ensuite dispersés dans l'environnement et se déplacent par les mouvements de l’eau. Sur les gamétophytes femelle, les filaments spécialisés sont les trichogynes, qui portent un seul carpogone (gamétocyste femelle) dans lequel un gamétocyte femelle subit la gamétogenèse formant le gamète femelle, l’oosphère. Ensuite, quand une spermatie entre en contact avec un carpogone, la spermatie est intégrée dans le carpogone, c'est la fécondation par trichogamie : la spermatie remonte le carpogone jusqu'à l'oosphère pour fusionner avec et former un nouveau zygote.

### Chez les Spermaphytes
On distingue généralement deux groupes majeurs de Spermaphytes, les Gymnospermes et les Angiospermes. Chez les Gymnospermes la graine est nue et dépourvue de protection. Chez les Angiospermes la ou les graines sont entourées d’un fruit, lequel en favorise la dissémination.